# Encope emarginata
Encope emarginata é uma bolacha-da-praia, uma equinóide marinha que habita as margens ocidentais do Oceano Atlântico. São conhecidos por sua bioturbação nos sedimentos, sua relação com caranguejos e sua ampla distribuição.

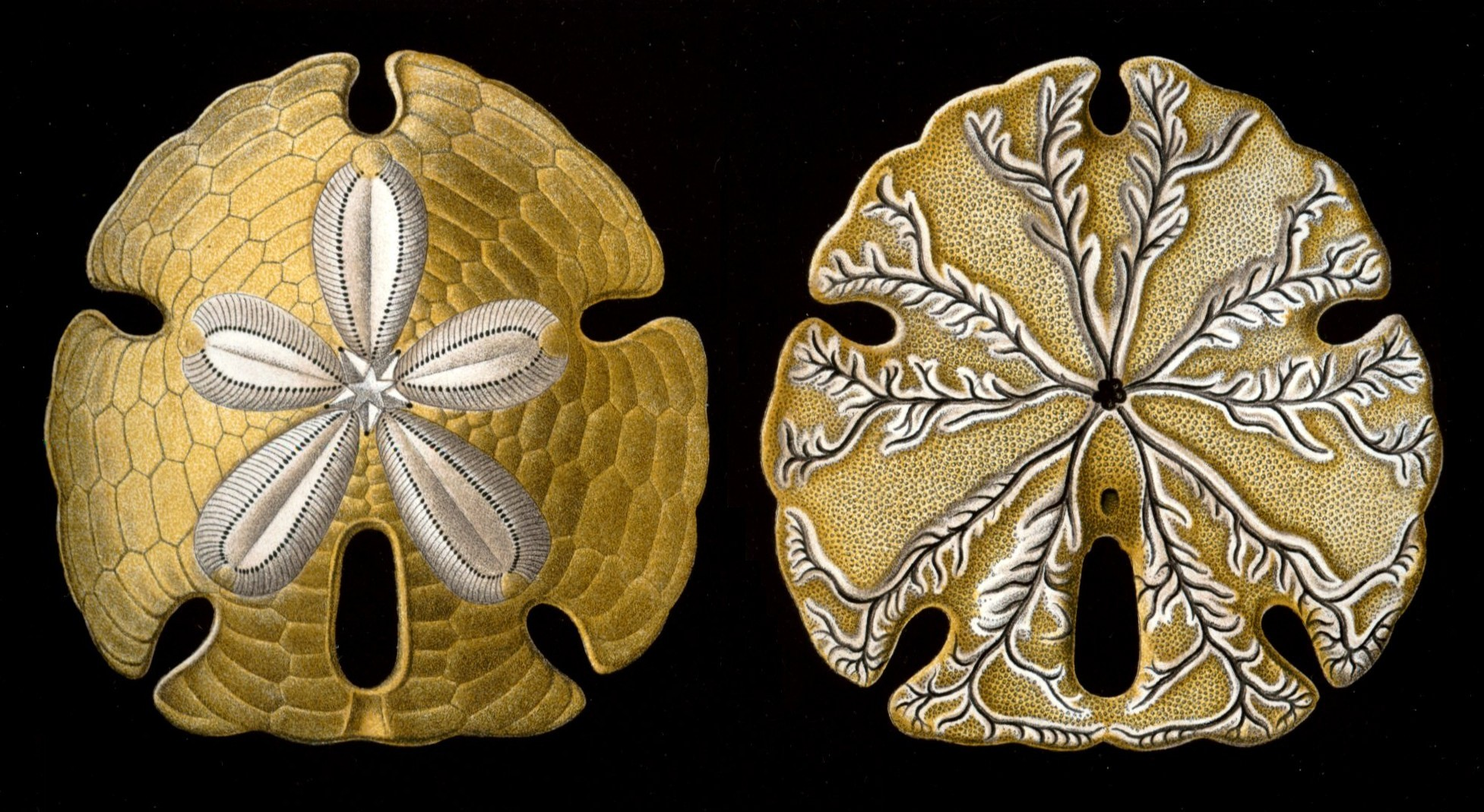
Desenho da espécie por Ernst Haeckel poblicado em 1904.

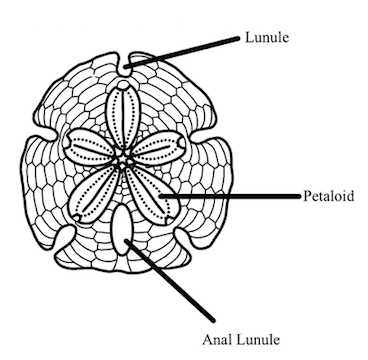
Anatomia Básica da E. emarginata

## Descrição
Encope emarginata possui uma carapaça espessa, que frequentemente permanece intacta e preservada. Possui um corpo achato e com formato de disco, são convexas no centro, geralmente de cor marrom-esverdeada, e possuem seis lúnulas (entrecortes ou reentrâncias), além de petaloides largos e curvados. Os indivíduos jovens de E. emarginata podem ser confundidos com sua espécie-irmã, E. michelini, devido à presença de lúnulas expostas nos estágios juvenis, característica que desaparece na fase adulta.

## Distribuição e habitat

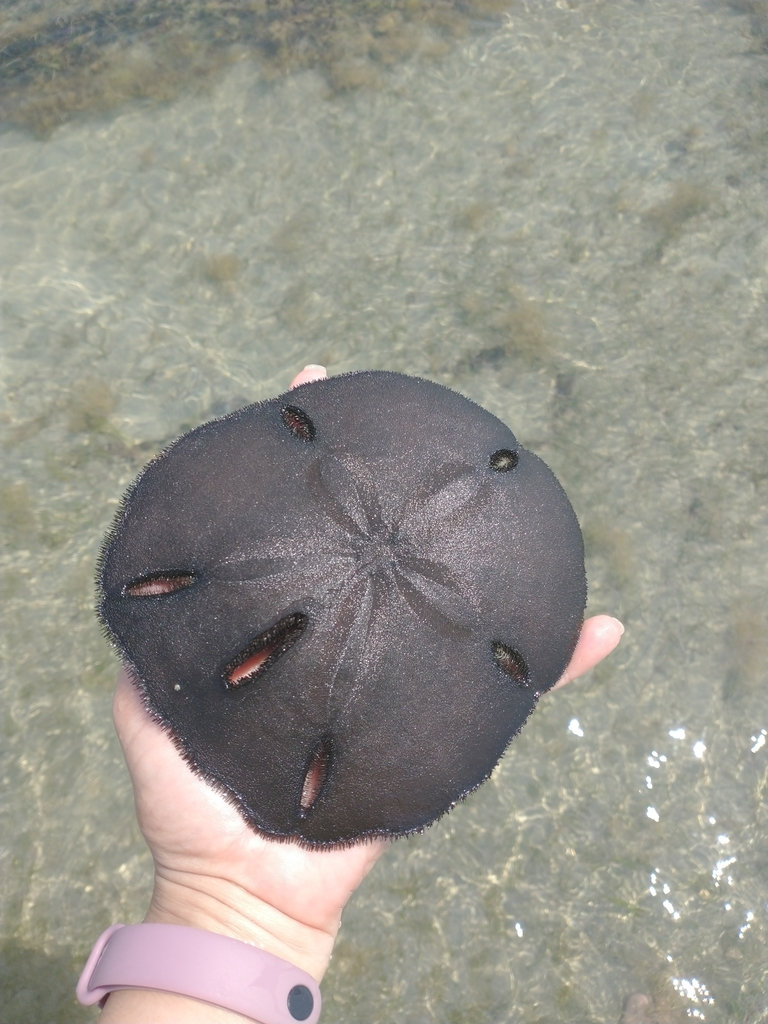
bolacha-da-praia encontrada na costa do Brasil por @fernandas via iNaturalist

A Encope emarginata habita sedimentos areno-lodosos ou arenosos, tendo ampla distribuição no Atlântico Central, sendo encontrada principalmente na região entremarés e no infralitoral raso. Vive parcialmente enterrada nas camadas superficiais da areia, em áreas com moderada ação das ondas, onde frequentemente deixa sua lúnula anal exposta na superfície do sedimento.

## Bioturbação
A Encope emarginata, por meio da bioturbação física e também do pastejo seletivo, atua como espécie engenheira do ecossistema, modificando a comunidade de microalgas bentônicas ao revolvir o sedimento durante sua escavação. Sua atividade fragmenta biofilmes de microalgas menores (<20 µm), como as diatomáceas do gênero Nitzschia, favorecendo o desenvolvimento de espécies maiores como Auliscus sp.. Essa dupla ação - física e trófica - resulta em uma reorganização significativa da comunidade microfitobentônica.

## Relação com caranguejos Dissodactylus
Os caranguejos do gênero Dissodactylus estão frequentemente associados a equinoides da família Mellitidae, sobre os quais vivem e se alimentam. Esses caranguejos utilizam a carapaça dos ouriços como substrato, consumindo resíduos acumulados em sua superfície aboral. Em alguns casos, também podem alimentar-se diretamente dos tecidos dos equinoides, conforme observado por TELFORD (1982).